# Buddy Ebsen
Buddy Ebsen (ur. 2 kwietnia 1908 w Belleville, zm. 6 lipca 2003 w Torrance) – amerykański aktor i tancerz. Odtwórca tytułowej roli w serialu detektywistycznym CBS Barnaby Jones (1973–1980).
8 lutego 1960 otrzymał własną gwiazdę w Alei Gwiazd w Los Angeles znajdującą się przy 1765 Vine Street.

## Wczesne lata
Urodził się i dorastał w Belleville w Illinois jako syn Franciski „Frances” (z domu Wendt) i Christiana Ludolfa Ebsena seniora. Miał trzy siostry: dwie starsze – Helgę Frances (1902–1994) i Normę (1904–1996) oraz jedną młodszą Vilmę (1911–2007). Jego ojciec urodził się w Niebüll w Niemczech i przeniósł się do Stanów Zjednoczonych w 1888; pracował jako choreograf i był zwolennikiem sprawności fizycznej; był właścicielem studia tańca, a następnie zarządzał basenem dla lokalnego okręgu szkolnego. Jego matka była malarką. W 1926 ukończył Orlando High School w Orlando na Florydzie. Początkowo zainteresowany karierą medyczną, w latach 1926–1927 studiował na University of Florida w Gainesville na Florydzie, a w latach 1927–1928 w Rollins College w Winter Park na Florydzie. Rodzinne problemy finansowe zmusiły Ebsena do opuszczenia college'u w wieku 20 lat.

## Kariera
W 1928 przeniósł się do Nowego Jorku, gdzie wraz z siostrą Vilmą rozpoczął karierę jako tancerz pod nazwą The Baby Astaires w klubach wieczorowych i wodewilu. Występował na Broadwayu w musicalach – Whoopee! (1928), Flying Colors (1932), Ziegfeld Follies of 1934 (1934), Yokel Boy (1939) i Show Boat (1946). Entuzjastyczna recenzja nowojorskiego felietonisty Waltera Winchella, który widział ich występ w Atlantic City w New Jersey, zaowocowała rezerwacją w Palace Theatre, szczyt świata wodewilu.
W 1935 zadebiutował na ekranie w roli Teda Burke’a w melodramacie muzycznym Broadway Melody of 1936 w reż. Roya Del Rutha i W.S. Van Dyke’a z Eleanor Powell. W 1939 MGM pierwotnie obsadziło go w roli Stracha na wróble w Czarnoksiężniku z krainy Oz, ale zamienił się rolami z aktorem Rayem Bolgerem, który pierwotnie miał grać Blaszanego Człowieka. Jednak wkrótce zaczął odczuwać skurcze i duszność, co ostatecznie doprowadziło do hospitalizacji. Lekarze ustalili, że cierpiał na reakcję alergiczną na pył aluminiowy używany w makijażu i ze względów zdrowotnych był zmuszony opuścić produkcję. W 1938, po wyzdrowieniu z choroby, wdał się w spór kontraktowy z MGM, Ebsen nie otrzymywał propozycji ról filmowych i tym samym wrócił na scenę. Zaczął żeglować, osiągając w końcu tak biegłość w żeglarstwie, że uczył tego przedmiotu w amerykańskiej szkole. W 1941, podczas II wojny światowej, kilkakrotnie ubiegał się o przyjęcie do służby; United States Coast Guard przyjęła jego podanie i natychmiast otrzymał stopień porucznika młodszego stopnia.
Powrócił na ekran w roli George’a „Georgie” Russella w westernie Walt Disney Pictures Davy Crockett, król pogranicza (Davy Crockett: King of the Wild Frontier, 1955) u boku Fessa Parkera. Od 26 września 1962 do 23 marca 1971 grał postać Jeda Clampetta w sitcomie CBS The Beverly Hillbillies. Od 28 stycznia 1973 do 3 kwietnia 1980 grał tytułową rolę prywatnego detektywa w serialu kryminalnym Barnaby Jones. 
Ebsen był nie tylko aktorem, ale także pisarzem. Oprócz kilku sztuk, w tym Turnto the Right i The Champagne General (1964), Ebsen był współautorem książki faktu Polynesian Concept (1972), w której opisuje swój udział w regatach żeglarskich z Los Angeles do Honolulu w 1968. Później, w 2000 opublikował swoje pierwsze dzieło literackie, powieść Kelly’s Quest. Napisał także autobiografię Po drugiej stronie krainy Oz.

## Życie prywatne
Był trzykrotnie żonaty. 10 lipca 1936 zawarł związek małżeński z Ruth Margaret McCambridge, z którą miał dwie córki, Elizabeth i Cathy. 15 stycznia 1945 doszło do rozwodu. 6 września 1945 ożenił się z Nancy Craft Wolcott. Mieli cztery córki – Bonnie, Susannah Dustin, Kiki i Alix, oraz syna Christiana Ludolfa. W 1985 rozwiedli się. 3 marca 1985 poślubił Dorothy „Dotti” Knott. 

### Śmierć
Ebsen zmarł 6 lipca 2003 w szpitalu w Torrance w Kalifornii z powodu niewydolności oddechowej w wieku 95 lat.

## Dyskografia

### Albumy
- Buddy Ebsen Says Howdy (1965)
- The Beverly Hillbillies (1966) – z Irene Ryan
- Buddy’s Originals (2001)

## Filmografia

### Filmy
- 1936: Urodzona do tańca jako „Mush” Tracy
- 1936: Moja gwiazdeczka jako Paul Roberts
- 1937: Broadway Melody of 1938 jako Peter Trot
- 1939: Czarnoksiężnik z Oz jako Blaszany Człowiek
- 1953: Ciemne sprawki jako sierżant Eddie McColloch
- 1956: Atak jako sierżant Tolliver
- 1961: Śniadanie u Tiffany’ego jako Doc Golightly
- 1993: Bogate biedaki jako Barnaby Jones (cameo)

### Seriale
- 1959: Bonanza jako szeryf Jesse Sanders
- 1960: Strzały w Dodge City jako Hannibal Bass
- 1961: Strzały w Dodge City jako Print Quimb
- 1962: Rawhide jako doktor George Stimson
- 1962–1971: The Beverly Hillbillies jako Jed Clampett
- 1971: Hawaii Five-O jako profesor Ambrose Pierce (geniusz kryminalny)
- 1971: Strzały w Dodge City jako Drago
- 1972: Bonanza jako Cactus Murphy
- 1973–1980: Barnaby Jones jako Barnaby Jones
- 1994: Prawo Burke’a jako Louie Pike
- 1999: Bobby kontra wapniaki jako Chet Elderson (głos)